# 陈一昕
陈一昕（1979年6月16日—）是一位美国华人计算机科学家、学者和技术管理者。他是圣路易斯华盛顿大学计算机科学与工程系的教授。
研究兴趣是计算机科学，特别关注机器学习、深度学习、数据挖掘 、金融人工智能、和计算生物医学领域。他合著了《可解释人工智能导论》一书。
由于在深度学习系统的贡献而当选 电气电子工程师学会（IEEE）会士。自 2021 年起，他还是 ACM Transactions on Computing for Healthcare 的副主编。他还担任 IEEE 2021 年国际大數據会议的主席。

## 生平
1995年被中国科学技术大学少年班录取并于1999年获得计算机科学学士学位，并于 2001 年在伊利诺伊大学香槟分校获得计算机科学硕士学位。随后他继续攻读博士学位。 在 Benjamin Wah 的指导下，于伊利诺伊大学香槟分校获得计算机科学博士学位，并于 2005 年完成。

## 职业生涯
2005年在 圣路易斯华盛顿大学 计算机科学与 工程 系担任 助理教授，开始了他的学术生涯。2010 年，他被任命为圣路易斯华盛顿大学计算机科学与工程系副教授。 2016 年起他是圣路易斯华盛顿大学计算机科学与工程系的教授。 他是华盛顿大学人类与人工智能协作学习和操作中心 (HALO) 的主任。 

## 研究
曾经发表大量学术著作。他的研究兴趣集中在机器学习、人工智能、优化算法等领域。

### 资源优化的机器学习
在深度神经网络 (DNN) 的紧凑性和适用性方面进行了重要研究。 他提出了轻量级 DNN 的概念和架构。 他的团队发明了 HashedNets 架构，该架构使用权重共享方案将超大规模 DNN 压缩成更小的网络。 
还开发了一种用于卷积神经网络 (CNN) 的压缩框架。 他的实验室发明了一种频率敏感压缩技术，可以更好地保留更重要的模型参数，从而获得最先进的压缩结果。

### 图和时间序列的深度学习
对图神经网络 (GNN) 做出了重大贡献。 他和学生提出了最早的图卷积技术之一DGCNN，可以从任意图中学习有意义的张量表示，并展示了它与 Weisfeiler-Lehman 算法的深层联系。他们的SEAL算法率先将 GNN 应用于链接预测和矩阵补全，并取得了世界纪录的成绩。 
对于时间序列分类，陈一昕团队提出了使用多尺度卷积神经网络，也称为 MCNN，理由是其计算效率高。 他说明 MCNN 通过利用 GPU 计算以不同的频率和尺度提取特征，这与其他只能在单一时间尺度上收回特征的框架相反。

## 奖励和荣誉
- 2006 - 能源部青年研究奖
- 2007 - 微软青年教授奖[14]
- 2010 - AAAI人工智能大会最佳论文奖[15]
- 2022 - 电气电子工程师学会（IEEE）会士[16]
- 2023 - 亚太人工智能学会（AAIA）会士[17]
- 2025 - 人工智能促进学会（AAAI）会士[18]

### 图书
- Introduction to Explainable Artificial Intelligence (2022) ISBN 9787121431876

### 重要文章
- Chen, Y., & Tu, L. (2007, August). Density-based clustering for real-time stream data. In Proceedings of the 13th ACM SIGKDD international conference on Knowledge discovery and data mining (pp. 133-142).
- Chen, W., Wilson, J., Tyree, S., Weinberger, K., & Chen, Y. (2015, June). Compressing neural networks with the hashing trick. In International conference on machine learning (pp. 2285-2294). PMLR.
- Cui, Z., Chen, W., & Chen, Y. (2016). Multi-scale convolutional neural networks for time series classification. arXiv preprint arXiv:1603.06995.
- Zhang, M., Cui, Z., Neumann, M., & Chen, Y. (2018, April). An end-to-end deep learning architecture for graph classification. In Proceedings of the AAAI conference on artificial intelligence (Vol. 32, No. 1).
- Zhang, M., & Chen, Y. (2018). Link prediction based on graph neural networks. Advances in neural information processing systems, 31.